# Basauri (stacja metra)
Basauri – stacja końcowa metra w Bilbao, na linii 2. Obsługiwana przez Bizkaiko Garraio Partzuergoa. Znajduje się w gminie Basauri.